# Yen coreano
Lo yen è stato la valuta della Corea tra il 1910 e il 1945, ma circolava insieme al won già dal 1902. Era equivalente allo yen ed era costituito da valuta giapponese, nonché da banconote specificamente emesse per la Corea. Lo yen era suddiviso in 100 sen. Sostituì il won alla pari e fu sostituito dal won sudcoreano e dal won nordcoreano.

## Banconote
Dal 1902 al 1910 le banconote furono emesse dalla Dai Ichi Ginkō (株式會社第一銀行?, Kabushiki Gaisha Daiichi Ginkō, Prima Banca Nazionale del Giappone). I tagli erano da 10, 20 e 50 sen, 1, 5 e 10 yen. Le banconote in sen erano verticali e assomigliavano alle banconote in sen giapponesi del 1872 e a quelle in yen militari giapponesi di inizio secolo. Queste banconote erano redimibili in "valuta giapponese presso qualsiasi filiale in Corea"
Nel 1909 fu fondata a Seul la Banca di Corea (韓國銀行) come banca centrale che iniziò a emettere valuta di tipo moderno. Le banconote della Banca di Corea sono datate 1909 e furono emesse nel 1910 e nel 1911. Dopo l'annessione della Corea da parte del Giappone nel 1910, la Banca di Corea fu rinominata Banca di Cosen (朝鮮銀行; coreano: Joseon Eunhaeng; giapponese: Chōsen Ginkō). La prima banconota della Banca di Chosen è datata 1911 e fu emessa nel 1914. I tagli da 1, 5, 10 e 100 yen furono emessi regolarmente, mentre ci furono alcune occasionali emissioni di banconote in sen (5, 10, 20 e 50 sen). Alla fine della seconda guerra mondiale fu stampata la banconota da 1 000 yen, anche se non entrò mai in circolazione. Le prime emissioni erano redimibili "in oro o banconote della Nippon Ginko". Una frase simile era riportata in giapponese sulle ultime emissioni.